# Presbytis canicrus
Il presbite di Miller (Presbytis canicrus (Miller, 1934); syn.: P. hosei canicrus e Semnopithecus canicrus) è una specie di primate della tribù dei Presbytini che vive nella parte orientale dell'isola del Borneo. Il suo areale probabilmente coincide grosso modo con il territorio della provincia indonesiana di Kalimantan Timur, ma i suoi esatti confini geografici non sono noti.

## Descrizione
Il presbite di Miller è una specie di presbite piccola e dalla coda particolarmente lunga ed è simile nell'aspetto al presbite di Sabah (P. sabana). Raggiunge una lunghezza testa-tronco di circa 48-56 cm, ha una coda lunga 65-84 cm e pesa 5,5-6 kg (femmine) o 6-7 kg (maschi). Sul dorso la pelliccia è di colore grigio ferro con le punte dei peli bianche. Sulla regione ventrale e la parte interna degli arti il colore va dal grigio al biancastro. Mani e piedi sono neri; questa colorazione può estendersi anche agli avambracci e alla parte inferiore delle gambe. Il «cappuccio», tipico delle specie di questo genere, è nero. La pelle del viso è nerastra o rossastra, e rosa sulla mascella inferiore e sulle guance. Gli esemplari giovani sono bianchi con un disegno nero a forma di croce sulla schiena.

## Biologia
Il presbite di Miller vive nella foresta pluviale tropicale, che nelle zone in cui la specie è presente è caratterizzata principalmente da alberi della famiglia delle Dipterocarpacee. Si incontra fino ad altezze di 1000 metri, a volte anche fino a 1600 metri e forse anche più in alto, e condivide l'areale con il presbite dalla fronte bianca (Presbytis frontata) e con il presbite marrone (P. rubicunda). Questa scimmia vive in gruppi composti al massimo da otto esemplari formati da un maschio, da due a quattro femmine e dai loro piccoli. Il presbite di Miller trascorre più del 60% del suo tempo nella zona superiore degli alberi (>20 m) e circa il 30% nella zona centrale e inferiore ad altezze comprese tra 10 e 20 metri. I presbiti di Miller si nutrono principalmente di foglie giovani e appena germogliate (66%), nonché di frutti acerbi (28%), semi, uova di uccelli e nidiacei. Un tipo di fango presumibilmente efficace dal punto di vista curativo viene assunto presso alcune sorgenti ricche di minerali.

## Conservazione
Il presbite di Miller viene classificato tra le specie in pericolo dall'Unione internazionale per la conservazione della natura (IUCN) e gode di protezione legale in Indonesia. Ciononostante, la popolazione è diminuita continuamente negli ultimi anni.